# NGC 6588
NGC 6588 (другое обозначение — ESO 103-**14) — группа звёзд в созвездии Павлин.
Этот объект входит в число перечисленных в оригинальной редакции «Нового общего каталога».